# هوغو إي. فوغل
هوغو إي. فوغل (بالإنجليزية: Hugo E. Vogel)‏ هو سياسي أمريكي، ولد في 29 أغسطس 1888. حزبياً، نشط في الحزب الديمقراطي. وقد انتخب عضو جمعية ولاية ويسكونسن.